# Kim Gi-dong
Kim Gi-dong (김기동?; Dangjin, 1971) è un ex calciatore sudcoreano, di ruolo centrocampista.

## Statistiche

### Cronologia presenze e reti in nazionale
| Cronologia completa delle presenze e delle reti in nazionale ― Corea del Sud | Cronologia completa delle presenze e delle reti in nazionale ― Corea del Sud | Cronologia completa delle presenze e delle reti in nazionale ― Corea del Sud | Cronologia completa delle presenze e delle reti in nazionale ― Corea del Sud | Cronologia completa delle presenze e delle reti in nazionale ― Corea del Sud | Cronologia completa delle presenze e delle reti in nazionale ― Corea del Sud | Cronologia completa delle presenze e delle reti in nazionale ― Corea del Sud | Cronologia completa delle presenze e delle reti in nazionale ― Corea del Sud |
| Data                                                                         | Città                                                                        | In casa                                                                      | Risultato                                                                    | Ospiti                                                                       | Competizione                                                                 | Reti                                                                         | Note                                                                         |
| ---------------------------------------------------------------------------- | ---------------------------------------------------------------------------- | ---------------------------------------------------------------------------- | ---------------------------------------------------------------------------- | ---------------------------------------------------------------------------- | ---------------------------------------------------------------------------- | ---------------------------------------------------------------------------- | ---------------------------------------------------------------------------- |
| 4-10-1997                                                                    | Seul                                                                         | Corea del Sud                                                                | 3 – 0                                                                        | Emirati Arabi Uniti                                                          | Qual. Mondiali 1998                                                          | -                                                                            | 84’                                                                          |
| 11-10-1997                                                                   | Almaty                                                                       | Kazakistan                                                                   | 1 – 1                                                                        | Corea del Sud                                                                | Qual. Mondiali 1998                                                          | -                                                                            | 77’                                                                          |
| 1-11-1997                                                                    | Seul                                                                         | Corea del Sud                                                                | 0 – 2                                                                        | Giappone                                                                     | Qual. Mondiali 1998                                                          | -                                                                            |                                                                              |
| Totale                                                                       |                                                                              | Presenze                                                                     | 3                                                                            |                                                                              | Reti                                                                         | 0                                                                            |                                                                              |